# Svetovno strokovno združenje za transspolno zdravje
Svetovno strokovno združenje za zdravje transspolnih oseb (WPATH), prej Mednarodno združenje Harryja Benjamina za spolno disforijo (HBIGDA), je strokovna organizacija, ki si prizadeva za oblikovanje standardizirane zdravstvene oskrbe za transspolne in spolno raznolike osebe. WPATH je septembra 1979 ustanovil endokrinolog in seksolog Harry Benjamin z namenom ustvariti mednarodno skupnost strokovnjakov, specializiranih za obravnavo spolne raznolikosti.

## Organizacija
V organizacijo so vključeni strokovnjaki s področij medicine, psihologije, prava, socialnega dela, svetovanja, psihoterapije, družinskih študij, sociologije, antropologije, govorne in glasovne terapije ter seksologije. Včlanijo se lahko tudi nepoklicni strokovnjaki, ki plačujejo enako članarino, vendar nimajo glasovalnih pravic. Organizacija se financira iz članstva ter donacij in nepovratnih sredstev iz nekomercialnih virov.

### Regionalne organizacije
WPATH je povezana z več regionalnimi organizacijami, med drugim z Evropskim strokovnim združenjem za transspolno zdravje, Ameriškim strokovnim združenjem za transspolno zdravje in ASIAPATH.

## Zgodovina

### Ozadje
Medicinsko zdravljenje spolne disforije se je razširilo v zgodnjih 50. letih 20. stoletja, med drugim s prispevki, kot je bilo pričevanje Christine Jorgensen.
Leta 1966 je Harry Benjamin izdal knjigo Transseksualni pojav (The Transsexual Phenomenon), v kateri je trdil, da "transseksualnost ni ozdravljiva, zato je v interesu transseksualcev in družbe, da pomaga pri spremembi spola." Istega leta je John Money odprl kliniko Johns Hopkins Gender Clinic.
Leta 1969 sta Richard Greene in Money izdala multidisciplinarni zbornik Transseksualnost in sprememba spola (Transsexualism and Sex Reassignment), v katerem sta raziskovala metode ter klinične in socialne aspekte zdravstvene oskrbe. Istega leta je v Londonu potekal prvi mednarodni simpozij o spolni identiteti.
V tem obdobju je bila večina literature o spolni raznolikosti patološka, saj je kot vzrok za disforijo navajala disfunkcionalne družine ter priporočala reparativno terapijo in psihoanalizo. Nekateri, kot sta George Rekers in Ole Ivar Lovaas, so priporočali vedenjske terapije, ki naj bi odpravile raznospolno identifikacijo in okrepile spolno normativno vedenje.

### Ustanovitev
Mednarodno združenje Harryja Benjamina za spolno disforijo in Standardi oskrbe so bili zasnovani na 5. mednarodem simpoziju o spolni disforiji leta 1977. Organizacija je bila poimenovana po Harryju Benjaminu, enem prvih zdravnikov, ki se je ukvarjal s transspolnimi osebami. Statut je bil odobren leta 1979 na 6. simpoziju in HBIGDA je bila pravno ustanovljena sedem mesecev pozneje.
Prvi Standardi oskrbe, Hormonska in kirurška sprememba spola pri osebah s spolno disforijo, so bili objavljeni leta 1979 in so služili kot klinične smernice za oskrbo transspolnih oseb in za zaščito tistih, ki so izvajali zdravljenje.
HBIGDA je imela veliko vlogo pri vključitvi motnje spolne identitete v DSM-III leta 1980.

## Standardi oskrbe
Združenje objavlja Standarde oskrbe za zdravje transspolnih in spolno raznolikih oseb, izobražuje strokovnjake in uporabnike, sponzorira znanstvene konference in zagotavlja etične smernice za strokovnjake.
Standardi oskrbe za zdravje transspolnih in spolno raznolikih oseb (SOC) so mednarodni klinični protokol WPATH, ki opredeljuje priporočeno obravnavo transspolnih in spolno raznolikih oseb, vključno s socialno, hormonsko in/ali kirurško tranzicijo. Čeprav obstajajo tudi drugi standardi in smernice, je WPATH SOC najbolj razširjen protokol, ki ga uporabljajo strokovnjaki, ki delajo s transspolnimi in spolno raznolikimi osebami.
Prva različica Standardov oskrbe je bila objavljena leta 1979. WPATH je leta 2022 izdal različico 8, aktualno izdajo. Prejšnje različice so bile objavljene leta 1979 (1.), 1980 (2.), 1981 (3.), 1990 (4.), 1998 (5.), 2001 (6.) in 2012 (7.).
Različica 8 WPATH SOC, najnovejša različica, je bila objavljena na spletu 15. septembra 2022.

### WPATH SOC V Sloveniji
Zagovornik načela enakosti RS v posebnem poročilu iz leta 2021 Položaj transspolnih ljudi v postopkih medicinske potrditve spolne identitete in pravnega priznanja spola v Sloveniji navajal, da WPATH v Standardih oskrbe opozarja, da "je pojav spolne nenormativnosti po vsem svetu obremenjen s stigmo. Ta lahko vodi v predsodke in diskriminacijo, ki se kažejo v t. i. manjšinskem stresu." Zagovornik nadalje pojasni, da po poročanjih WPATH nekateri spolno nenormativni ljudje lahko doživljajo disforijo, pri čemer je možno "zdravljenje, ki ljudem s takšno stisko pomaga pri raziskovanju njihove spolne identitete in iskanju spolne vloge, ki jim ustreza."
Zavod TransAkcija se v poročilu Raziskave potreb transspolnih oseb v Sloveniji iz leta 2015 opira na Standarde oskrbe 7, ko opozarja, da transspolne identitete niso patološke ali negativne, in predlaga, "da zakonodajalke_ci upoštevajo človekove pravice transspolnih oseb in poskušajo oblikovati pravne postopke in zakone, osnovane na samoidentifikaciji oseb."
Interdisciplinarni konzilij za potrditev spolne identitete, ki kot skupina strokovnjakov deluje v okviru spolno potrjujoče zdravstvene oskrbe transspolnih oseb v Sloveniji, zagotavlja, "da se storitve medicinske tranzicije izvaja v skladu s smernicami za delo s transspolnimi, transseksualnimi in spolno nenormativimi osebami, ki jih izdaja Svetovna profesionalna organizacija za zdravje transspolnih oseb."